# Sempre Noi (gruppo musicale)

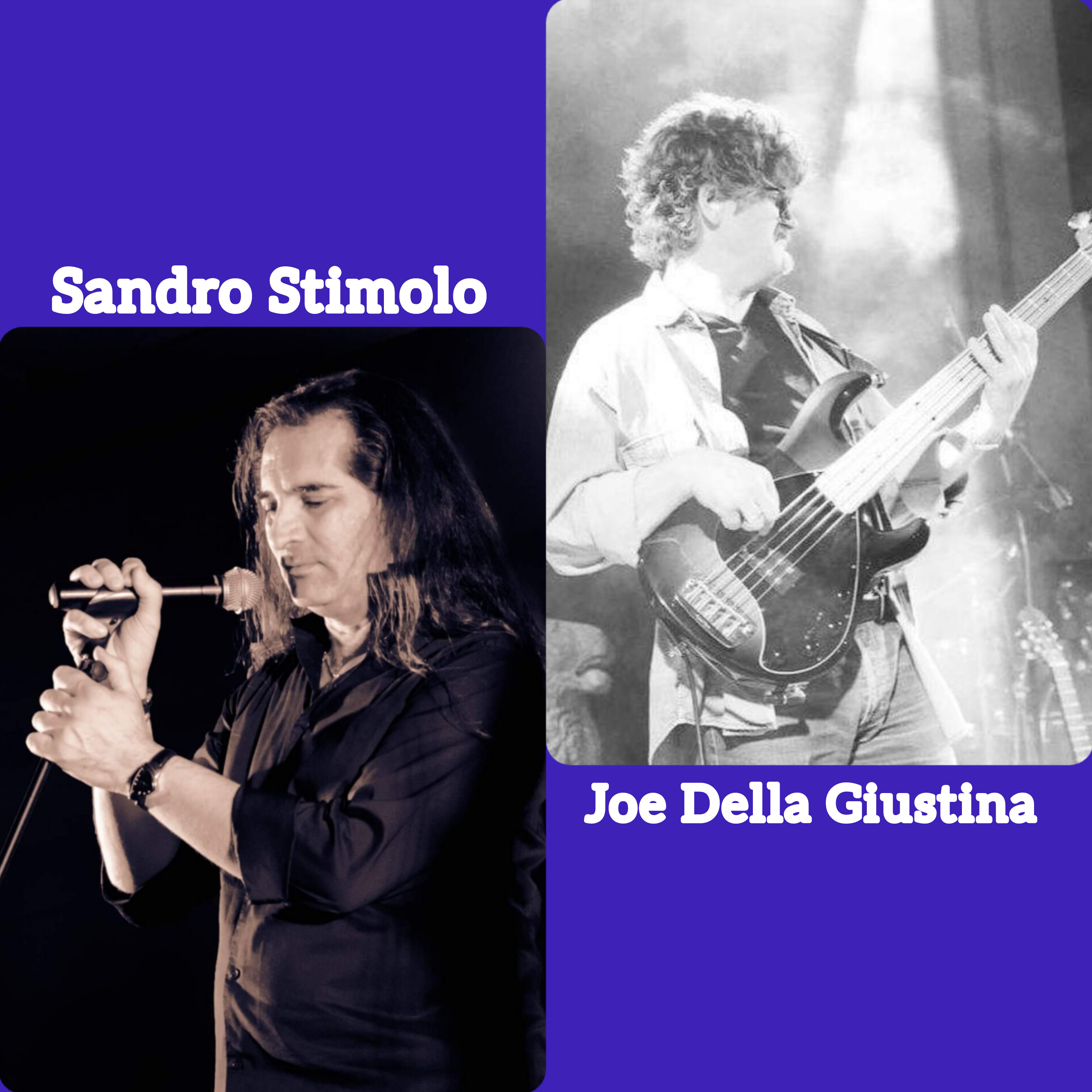
Sandro Stimolo e Joe Della Giustina

Gian Paolo Lancellotti

I Sempre Noi sono un gruppo musicale italiano, originario di Carpi in provincia di Modena fondato nel 1992 e tuttora in attività.

## Biografia
Nel 1989, dopo essere uscito da una ventennale collaborazione con il gruppo Nomadi per dissapori con i fondatori Augusto Daolio (morto nel 1992) e Beppe Carletti, cedendo le quote e perdendo così la possibilità di usare in alcun modo il marchio "Nomadi", il batterista Gian Paolo Lancellotti fonda con il cantante italo/argentino Sandro Stimolo, un gruppo chiamato Gpl band, che nel 1992, con l'entrata del tastierista e violinista Chris Dennis, anche lui ex componente dei Nomadi, prese l'attuale nome Sempre Noi. 
Il gruppo, variando più volte la formazione, è, nello stile e nel messaggio, molto simile ai Nomadi.
La formazione del gruppo varia parecchie volte nel corso degli anni, e gli unici componenti a non essere mai stati sostituiti sono Paolo Lancellotti, Chris Dennis e il bassista Giovanni Della Giustina.
Nel 2002, rimasti senza cantante, Lancellotti e Dennis sono diventati per qualche tempo i cantanti del gruppo in occasione dell'uscita dell'album Storie di confine, ma senza mai esibirsi in concerti dal vivo.
Nel 2013, i Sempre Noi interrompono momentaneamente l'attività, a causa della malattia che viene diagnosticata a Lancellotti ad inizio tour; il batterista e fondatore del gruppo muore circa un anno dopo, il 18 febbraio 2014.
Con un comunicato, nel gennaio 2015, il bassista Giovanni Della Giustina annuncia l'intenzione del gruppo di non riprendere le attività a seguito della scomparsa di Lancellotti.
Nonostante le precedenti dichiarazioni, nel 2016 il gruppo riprende, prima come GPL Band 2.0 e poi ancora come Sempre Noi, l'attività con una nuova formazione, che comprende componenti storici e nuovi arrivati.

## Formazione
Attuale
- Sandro Stimolo – voce (1989-1997, 2016 (GPL Band 2.0)-presente)
- Joe Della Giustina – basso (1992-2013, 2019-presente)

Ex-componenti
- Cristian Mini – voce (1993-2000)
- Roberto Ferniani – chitarra (1992-2000)
- Paolo Gennari – chitarra (1997-2000)
- Luca Zannoni – tastiera (1992-2002)
- Massimo Preti (Napo) – chitarra (2001-2012)
- Chris Dennis – violino, flauto (1992-2013), tastiera (1992-2012), voce (2001-2013)
- Paolo Lancellotti – batteria, percussioni (1992-2013), voce (2001-2012)
- Davide Bazzoni – voce (2001-2013)
- Marco Formentini – chitarra (2013)
- Paolo De Matteis – tastiera (2013)
- Paolo Rossini – chitarra (2019 - 2022)
- Andrea "Satomi" Bertorelli - Tastiere (2019 - 2022)
- Vanni Cigarini – voce, chitarra (2019-2023)
- Matteo Cazzaniga – tastiere (2022-2023)
- Stefano Fogli – batteria (2019-2023)
- Davide Zampieri—chitarra (2022-2023)

## Discografia

### Album in studio
- 1993 – Medio Oriente
- 2000 – Noi 2000
- 2001 – Vieni via con me
- 2002 – Storie di confine
- 2004 – Fuori sintonia
- 2005 – Momento perfetto

### Album dal vivo
- 1997 – Live
- 2003 – Sempre Noi in concerto
- 2006 – Live... La storia continua...